# Can Martra
Can Martra és un edifici situat al carrer Indústria, número 31-33, del municipi d'Anglès, a la comarca de la Selva. Aquesta obra arquitectònica es troba inclosa en l'Inventari del Patrimoni Arquitectònic de Catalunya.

## Història
Entre finals del segle xix i principis del XX va allotjar un antic trull d'oli i una premsa de vi, alhora que era un lloc de venda d'aquests productes.
Actualment només resten dues de les cinc crugies de què estava format l'edifici original de principis del segle xx. Una de les parts de l'edifici es transformà com a rellotgeria i encara ho és. L'altra, s'ha transformat en un bloc de pisos.

## Descripció
Edifici entre mitgeres de dues plantes i coberta plana del qual només resta la part esquerra, situada al número 33 del carrer de la Indústria.
La planta baixa té una porta rectangular i un comerç. L'edifici original continuava a la part dreta amb una finestra i dos portals rectangulars amb decoració de ferro forjat.
El primer pis està format per tres finestres rectangulars resseguides amb motllures. Dues d'elles, les més grans, presenten un balcó no emergent amb quatre barrots decorats fets d'obra. L'edifici original continuava a la part dreta amb tres finestres balconades similars.
La cornisa i la línia del sostre amb una línia de teules està suportada per set mènsules decoratives i una balustrada d'obra amb dos testos o cràteres decorades que culminen l'estructura. L'edifici original estava compost, a la cornisa, d'un seguit de 17 mènsules. Continuava la balustrada i existia un frontó elevat amb dos testos o cràteres decoratives, també fet d'obra, on, a manera de plafó, s'hi hauria escrit possiblement el nom de l'establiment o del propietari.
L'estructura de l'edifici tendeix a l'horitzontalitat i l'element més destacable és la balustrada que hi ha sobre la cornisa.
La part del número 31 està ocupada per un bloc de pisos de quatre plantes amb dues entrades de garatge a la planta baixa, un sòcol de placats de marbre i tres pisos amb quatre finestres rectangulars balconades i seriades cadascun d'ells.